# Sleng računalnikarjev
Seznam slenga računalnikarjev.
- avatar, avatarka
- črv
- downloadanje
- uploadanje
- dvoklik
- freeware
- heker
- hrošč ali bug
- Linux
- miš
- miška
- namizje
- natlačenka
- Okna
- patch
- PC
- plotanje
- printanje
- Quaker
- računalniški guru
- noob
- sesutje
- freeze
- tipkovnica
- tlačenka
- virus
- zgoščenka